# Cilieni, Olt
Cilieni este satul de reședință al comunei cu același nume din județul Olt, Oltenia, România. Se află în sud-estul județului, în Câmpia Romanaților, pe malul drept al Oltului. Principala activitate economică a localității o reprezintă cultura plantelor. În sat se află o biserică din secolul al XIX-lea.